# Veronica reuterana
Veronica reuterana är en grobladsväxtart som beskrevs av Pierre Edmond Boissier. Veronica reuterana ingår i släktet veronikor, och familjen grobladsväxter. Inga underarter finns listade i Catalogue of Life.